# Kabinett Meierovics II

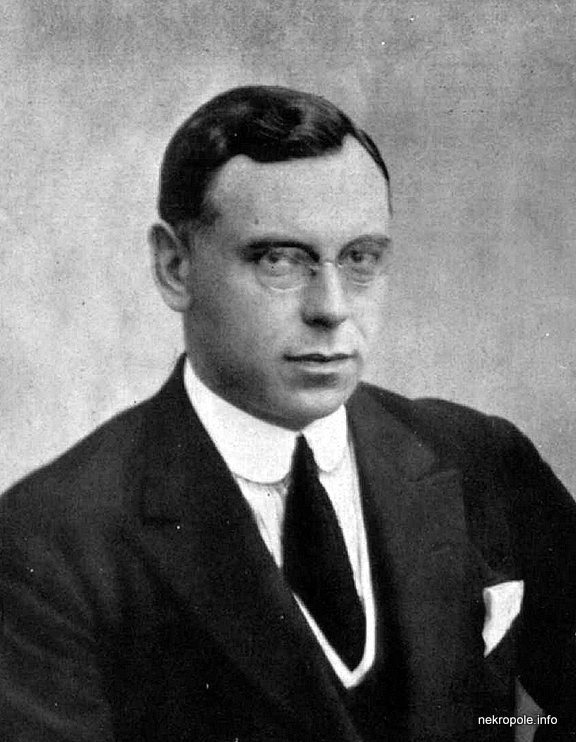
Ministerpräsident Zigfrīds Anna Meierovics

Das Kabinett Meierovics II war die siebte Regierung der Republik Lettland und wurde am 28. Juni 1923 von Ministerpräsident Zigfrīds Anna Meierovics gebildet. Das Kabinett löste das Kabinett Pauļuks ab und blieb bis zum 26. Januar 1924 im Amt, woraufhin es vom Kabinett Zāmuels abgelöst wurde.
Dem Kabinett gehörten folgende Minister an:
| Amt                                | Amtsinhaber                                     | Beginn der Amtszeit                          | Ende der Amtszeit                              |
| ---------------------------------- | ----------------------------------------------- | -------------------------------------------- | ---------------------------------------------- |
| Ministerpräsident Außenminister    | Zigfrīds Anna Meierovics                        | 28. Juni 1923                                | 26. Januar 1924                                |
| Innenminister                      | Alfreds Birznieks                               | 28. Juni 1923                                | 26. Januar 1924                                |
| Verteidigungsminister              | Jānis Ducens                                    | 28. Juni 1923                                | 26. Januar 1924                                |
| Finanzminister                     | Hermanis Punga                                  | 28. Juni 1923                                | 26. Januar 1924                                |
| Justizminister                     | Vilis Holcmanis                                 | 28. Juni 1923                                | 26. Januar 1924                                |
| Landwirtschaftsminister            | Ernests Bauers                                  | 28. Juni 1923                                | 26. Januar 1924                                |
| Verkehrsminister                   | Jānis Pauļuks                                   | 28. Juni 1923                                | 26. Januar 1924                                |
| Arbeitsminister                    | Gustavs Klaustiņš                               | 28. Juni 1923                                | 26. Januar 1924                                |
| Bildungsminister                   | Pauls Gailītis Staņislavs Jaudzems Hugo Celmiņš | 28. Juni 1923 20. Juli 1923 15. Oktober 1923 | 19. Juli 1923 14. Oktober 1923 26. Januar 1924 |
| Stellvertretender Innenminister    | Antons Dzenis                                   | 28. Juni 1923                                | 26. Januar 1924                                |
| Stellvertretender Bildungsminister | Stanislavs Jaudzems                             | 28. Juni 1923                                | 26. Januar 1924                                |